# Biscarbó
Biscarbó és un poble, despoblat el 2010, del terme municipal de les Valls d'Aguilar, a la comarca de l'Alt Urgell. Pertanyia, però, a l'antic municipi de Castellàs, de la comarca del Pallars Sobirà.
Va ser un municipi fins que el 1847 es va incorporar a Castellàs en no assolir el mínim de 30 veïns caps de casa, llindar establert per la llei municipal del 1845.
Està situat a l'esquerra del Riu de Biscarbó i a la dreta del Torrent de Comaleda, molt a prop del límit amb el terme veí de Montferrer i Castellbò. És a prop i a ponent del poble de Vila-rubla. És a l'extrem sud-est del contrafort en aquesta direcció de la Serra de Llagunes i del cim de la Rasa.
Biscarbó té l'església sufragània de Sant Martí, depenent de la parròquia de Santa Maria de Castellàs. Formen el poble, entre d'altres, les cases següents: Cal Gatnau, Cal Mestre, Cal Bernadí, Cal Gosset i Cal Torredà, a més del Paller del Torredà.

## Etimologia
Segons Joan Coromines, l'origen de Biscarbó es troba en el mot basc bizkargune (pujol, alçada), compost de bizkar (cim, turó) i gune (lloc, paratge).

## Història

### Prehistòria
Prop de la població, enlairat pel costat de ponent, hi ha el Dolmen de Biscarbó, també anomenat la llosa del Corralet. Es tracta d'una cambra pirinenca en bon estat de conservació, situada a l'oest del poble.

### Edat moderna
En el fogatge del 1553, Biscarbó, juntament amb Castellàs, declara 5 focs laics i 2 d'eclesiàstics.

### Història contemporània
Pascual Madoz dedica un breu article del seu Diccionario geográfico... a Biscarbó (Biscarbo). S'hi pot llegir que el poble està situat a la dreta del Segre, en terreny muntanyós i poblat d'arbres. Tenia en aquell moment 13 cases i l'església, sufragània de la de Castellàs. La població era de 13 veïns (caps de casa) i 55 ànimes (habitants).

## Demografia
| 1970 | 1981 | 2000 | 2002 | 2004 | 2006 | 2008 | 2010 | 2011 |
| ---- | ---- | ---- | ---- | ---- | ---- | ---- | ---- | ---- |
| 4    | 1    | 1    | 2    | 2    | 2    | 2    | 0    | 0    |

Les dades del 1553 són 4 focs, és a dir, llars. Cal comptar a l'entorn de 5 persones per foc.

## Comunicacions
S'hi accedeix per un camí rural des de la N-260 (Eix pirinenc), a l'altura del Port del Cantó.